# Pteris paleacea
Pteris paleacea är en kantbräkenväxtart som beskrevs av William Roxburgh. Pteris paleacea ingår i släktet Pteris och familjen Pteridaceae. Inga underarter finns listade.